# 경주교도소
경주교도소는 대한민국의 교도소이다. 경상북도 경주시 내남면 포석로 550에 위치하고 있으며 고령자 전용 교도소이며 수용자의 대상은 주로 65세 이상 남성이다.